# Gaetano Donizetti
Gaetano Donizetti, cuyo nombre completo era Domenico Gaetano Maria Donizetti (Bérgamo, Lombardía; 29 de noviembre de 1797-Bergamo, 8 de abril de 1848) fue un compositor dramático italiano muy prolífico, conocido por sus óperas El elixir de amor, Lucía de Lammermoor, Don Pasquale, La hija del regimiento y La favorita.
Aunque su repertorio de compositor abarca un gran número de géneros, incluida la música religiosa, cuartetos de cuerda y obras orquestales, es sobre todo conocido por su obra lírica, componiendo hasta 75 óperas.

## Biografía
El más joven de tres hermanos, Donizetti nació en 1797 en una zona suburbana de Bérgamo, Borgo Canale, ubicado cerca de los límites de la ciudad. Su familia fue muy pobre, sin tradición musical. Su padre fue el conserje de la Casa de empeño del pueblo. Sin embargo, Donizetti recibió alguna instrucción musical de Johann Simon Mayr, párroco de la iglesia principal de Bérgamo, que fue también compositor de óperas exitosas.
Donizetti fue niño cantor, aunque sin la mayor relevancia; sin embargo en 1806 fue uno de los primeros pupilos en la escuela Lezioni Caritatevoli, fundada por Simon Mayr en Bérgamo, gracias a una beca. Recibió formación integral en las artes de la fuga y el contrapunto, y fue aquí donde empezó su carrera operística. Luego de algunas composiciones de menor orden bajo la comisión de Paolo Zanca, Donizetti escribió su cuarta ópera, Zoraïda di Granata. Este trabajo impresionó a Domenico Barbaia, prominente administrador de teatros, quien le ofreció un contrato para componer en la ciudad de Nápoles. Escribiendo también en Roma y Milán, Donizetti logró algún éxito (sus 75 óperas escritas en el espacio de sólo 12 años fueron casi siempre éxitos populares, pero por lo general los críticos no eran tan favorables), pero no fue conocido en el ámbito internacional hasta el año 1830, cuando su Anna Bolena fue premiada en Milán. Casi instantáneamente se hizo famoso en toda Europa. L'elisir d'amore, una comedia producida en 1832, vino poco después, y es considerada una de las obras maestras de la ópera cómica, tal como su Don Pasquale, escrita en 1843. Poco después de L'elisir d'amore, Donizetti compuso Lucia di Lammermoor, basada en la novela de Sir Walter Scott, La Novia de Lammermoor. Esta se convirtió en su más famosa ópera, y una de las más altas enseñas de la tradición del bel canto.

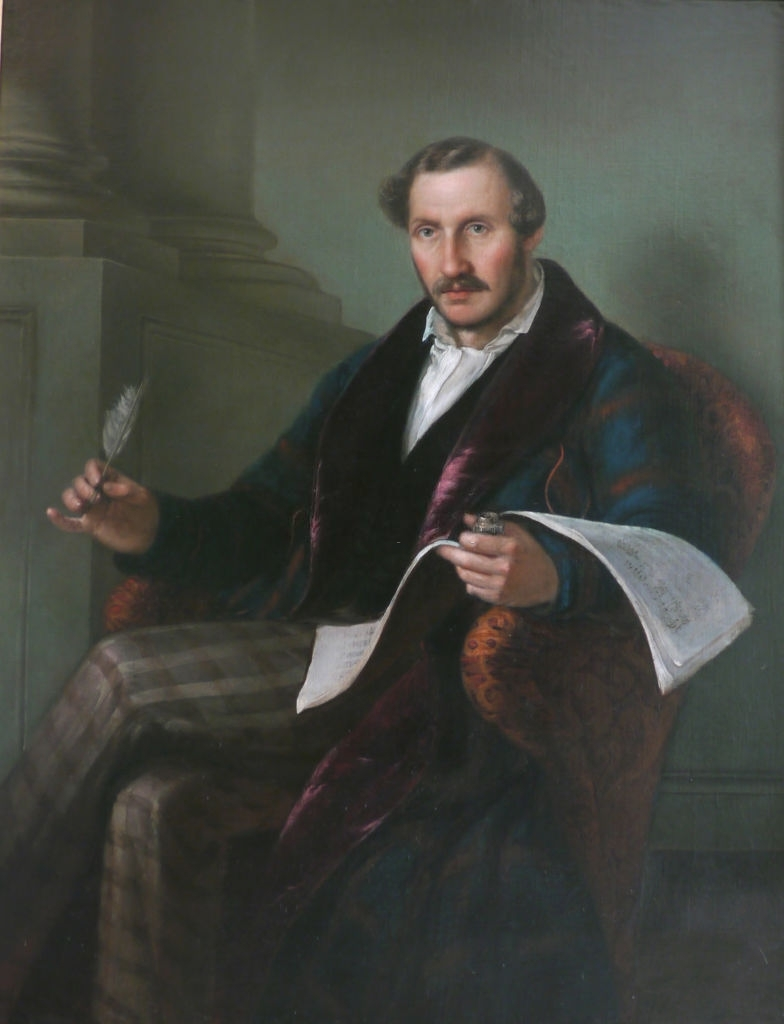
Retrato de Gaetano Donizetti (1848) por Giuseppe Rillosi

Luego del éxito alcanzado con Lucrezia Borgia (1833) y consolidada su reputación, Donizetti siguió la ruta de Rossini y Bellini al marchar hacia París, pero su obra Marino Falerio fue comparada con I Puritani, y regresó a Nápoles para producir su obra maestra ya mencionada, Lucia di Lammermoor. A medida que fue creciendo la popularidad de Donizetti, fueron aumentando sus compromisos, siendo contratado para escribir en Francia y en Italia. En 1843 se mudó a París, luego de que el censor italiano objetara la producción de Poliuto (basado en que tal tema sagrado era inapropiado para el escenario). Allí escribió La fille du régiment, que se convirtió en otro éxito.
La esposa de Donizetti, Virginia Vasselli, le dio a luz a tres hijos, de los cuales no sobrevivió ninguno. Antes de cumplirse un año de la muerte de sus padres, murió también su esposa víctima del cólera. Para 1843 Donizetti mostró síntomas de sífilis. Luego de ser ingresado en 1845, fue enviado a París, donde pudo ser atendido. Tras recibir la visita de varios amigos, incluyendo Giuseppe Verdi, Donizetti regresó a Bérgamo, su localidad natal, donde murió en 1848, en la casa de la noble familia Scotti, tras varios años de ser preso de la locura. Fue enterrado en el cementerio de Valtesse, aunque a finales del siglo XIX su cuerpo fue transferido a Bérgamo, a la Basílica de Santa María la Mayor, cerca a la tumba de su maestro Johann Simon Mayr.
Su hermano mayor Giuseppe Donizetti fue nombrado en 1828, en Estambul, director de música militar de la corte del sultán Mahmud II (1808-1839).